# 朝倉摂
朝倉 摂（あさくら せつ、1922年7月16日 - 2014年3月27日）は、日本の舞台美術家・画家。本名・冨沢摂。the companyのアソシエイツメンバー。

## 人物

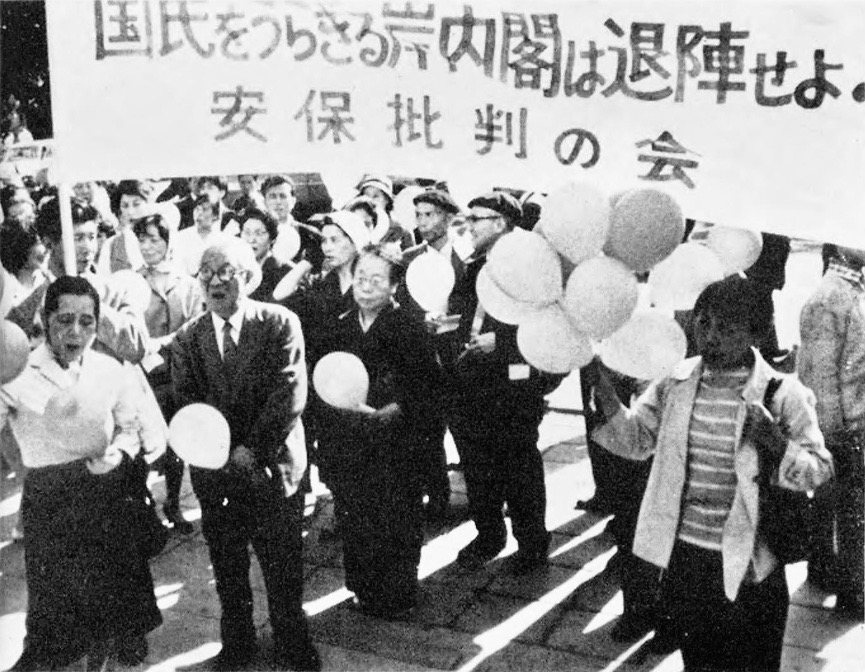
文化人や芸術家によって結成された「安保批判の会」の安保反対のデモ。旗の前にいる人物は左から深尾須磨子、青野季吉、野上弥生子、朝倉摂。その後ろに写っているのは壺井重治、岸輝子、佐多稲子、三宅艶子ら。

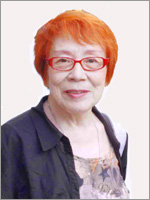
2006年

東京府東京市下谷区谷中（現在の東京都台東区谷中）に生まれる。父は彫刻家の朝倉文夫。妹は彫刻家の朝倉響子。娘は文学座所属の女優の富沢亜古。声優の大塚周夫は従弟。同じく声優の大塚明夫は従弟の長男にあたる。
父・朝倉文夫により幼い頃から英才教育を受けるが、徐々に父や権力に対する反感の念が彼女の中に擡げてきたところがあり、それにより日本画家として生きていかんとする意思を抱いたとNHKは報じている。
画家の伊東深水に師事し、初めは日本画を学ぶ。1941年、第4回新文展に「小憩」が初入選となるが、翌年より福田豊四郎や吉岡堅二らによる在野の新美術人協会に参加、その流れから戦後は創造美術に参加。
1970年、アメリカ合衆国のニューヨークのロックフェラー財団で、舞台美術を学ぶ。小説や絵本の挿絵も手がけ、1972年に講談社出版文化賞絵本賞を受賞する。
この間、多数の舞台美術を手がける。主なものとしては、蜷川幸雄演出・秋元松代作『近松心中物語』、市川猿之助演出・梅原猛作『ヤマトタケル』、蜷川演出・唐十郎作『下町万年町物語』など。
2009年、BankART Studio NYK（横浜市中区）で「朝倉摂ワークショップ＆展覧会 2009 AUTUMN」が開催された（主催:文化庁、神奈川県文化芸術振興会プラン推進事業共実行委員会、マザーポート・アート・フェスティバル実行委員会、企画:GALERIE PARIS、期間:10/4 - 10/18）。
2010年、BankART Studio NYK（横浜市中区）で、大規模な個展「朝倉摂展 アバンギャルド少女」が開催された（主催:BankART1929、共催:横浜市APEC･創造都市事業本部、期間:9/10 - 11/7）。
2014年3月27日、クモ膜下出血のため、東京都稲城市の病院にて死去。91歳没。
2015年7月、GALERIE PARIS（横浜市中区）で、没後はじめての回顧展「Setsu Asakura,1950s」で舞台美術家に転向する以前の日本画家時代の作品が公開された（主催:GALERIE PARIS）。
2016年9月、朝倉彫塑館（東京都台東区）で、初めての父娘三人展「朝倉文夫 摂 響子 三人展」が開催された（主催:公益財団法人台東区芸術文化財団、期間:9/17 - 12/11）。
2022年4月、神奈川県立近代美術館（神奈川県葉山町）で、生誕100年を記念した「朝倉摂展」が開催された（主催:神奈川県立近代美術館、東京新聞、助成:ポーラ美術振興財団、期間:4/16 - 6/12）。

## 受賞歴
- 1950年：サロン・ド・プランタン賞
- 1953年：上村松園賞
- 1972年：講談社出版文化賞絵本賞
- 1980年：テアトロ演劇賞
- 1982年：日本アカデミー賞優秀美術賞（『悪霊島』）
- 1986年：芸術祭賞（『にごり江』）
- 1987年：紫綬褒章
- 1989年：朝日賞[5]、第12回日本アカデミー賞優秀美術賞（『つる -鶴-』）[6]、東京都民文化事業賞
- 1991年：紀伊國屋演劇賞（『薔薇の花束の秘密』ほか）
- 1995年：読売演劇大賞優秀スタッフ大賞（『オレアナ』ほか）
- 2006年：文化功労者[7]

## 著書
- 『朝倉摂のステージ・ワーク』（PARCOエンタテイメント事業局、1981年）
- 『私の幕間-ステージ・ワークの周辺』（求龍堂、1983年）
- 『朝倉摂 舞台空間のすべて』（PARCO出版、1986年）
- 『朝倉摂のステージ・ワーク 2』（PARCO出版、1991年）
- 『舞台美術は一瞬の輝き 福原義春サクセスフルエイジング対談』（求龍堂、1998年）
- 『朝倉摂のステージ・ワーク 1991-2002』（PARCO出版、2003年）

## 挿画の代表作
- 『玉虫厨子の物語』（平塚武二著）（学習研究社、1969年）
- 『ふたりのイーダ』（松谷みよ子著）（講談社、1969年）
- 『宮口しづえ児童文学集』（小峰書店、1969年）
- 『スイッチョねこ』（大仏次郎著）（講談社、1971年）

## その他

### ドキュメンタリー
- 日曜美術館「朝倉摂がいた時代」（2022年10月9日、NHK Eテレ）[8]

## 関連文献
- 『SETSU ASAKURA An Avant-garde Girl』 BankART1929、2010年　ISBN 9784902736236
個展「朝倉摂展 アバンギャルド少女」の図録。朝倉の作品のほか、扇田昭彦「舞台美術家・朝倉摂の冒険的な軌跡」、吉岡忍「いつの時代にも、世界に一人か二人しかいない」などを収める。
- Yoshida, Yukihiko,　Jane Barlow and Witaly Osins, ballet teachers who worked in postwar Japan, and their students, Pan-Asian Journal of Sports & Physical Education, Vol.3(Sep), 2012.Link
舞台美術家としてのデビューのきっかけについてまとめている。

### 関連記事
- 吉井澄雄「朝倉摂さんを悼む」『日本経済新聞』2014年4月1日付朝刊最終文化面。